# Giancarlo Brusati
Giancarlo Brusati (Milánó, 1910. március 6. – Barlassina, 2001. június 30.) olimpiai és világbajnok olasz párbajtőrvívó, sportvezető, 1981–1984 között a Nemzetközi Vívószövetség elnöke.